# Зоннеборн
Зоннеборн (нім. Sonneborn) — громада в Німеччині, розташована в землі Тюрингія. Входить до складу району Гота. Складова частина об'єднання громад Міттлерес-Нессеталь.
Площа — 16,48 км2. Населення становить 1194 ос. (станом на 31 грудня 2021).

## Галерея

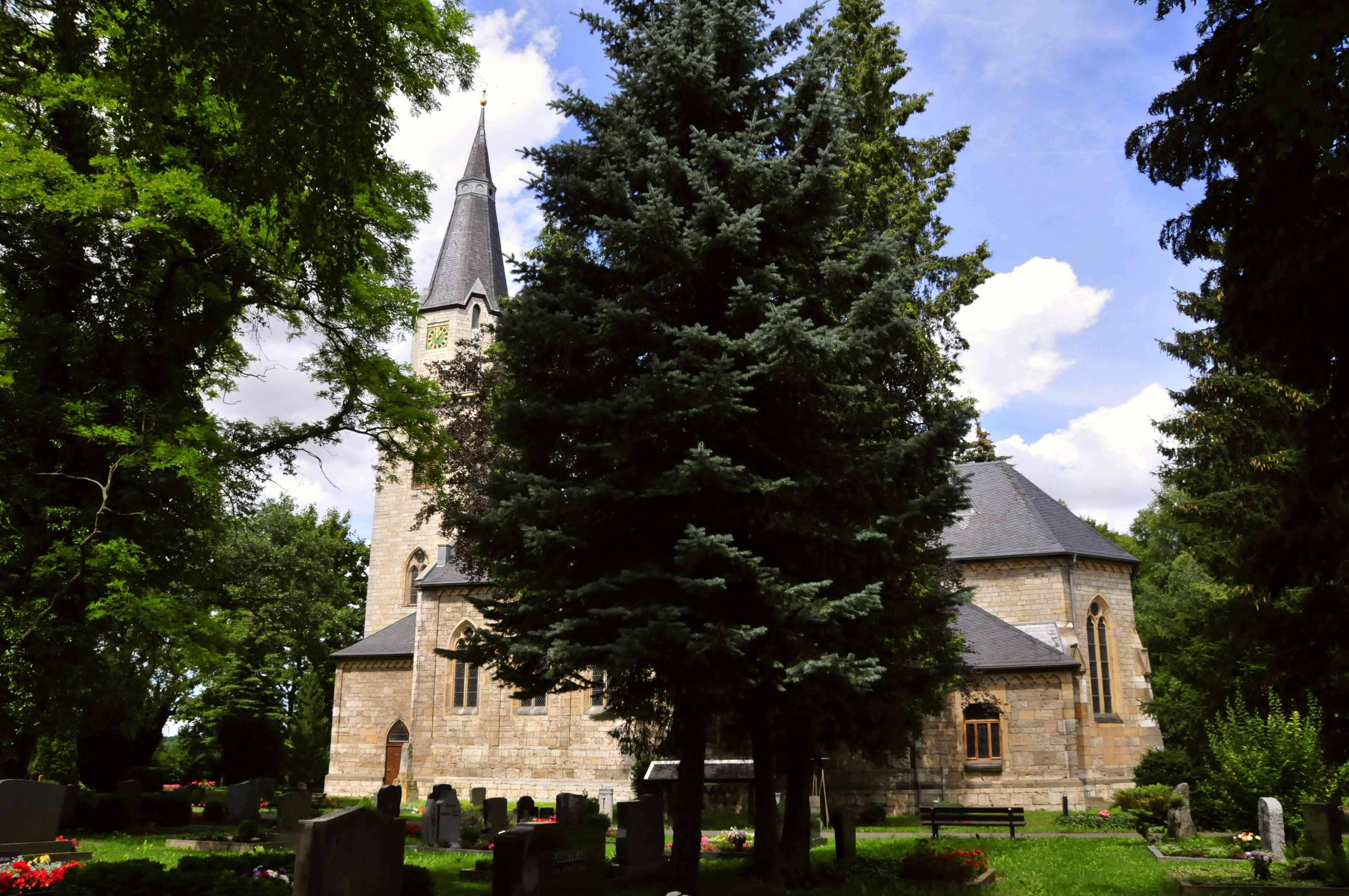
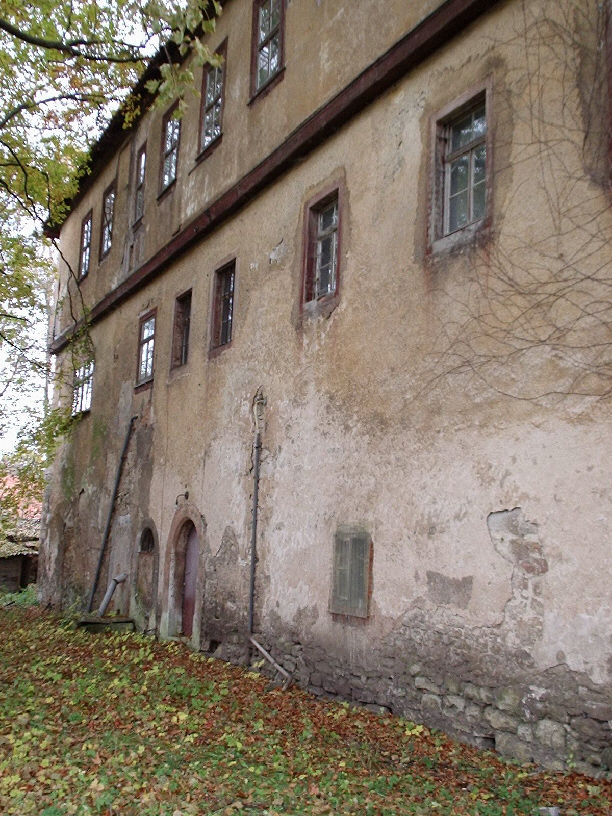
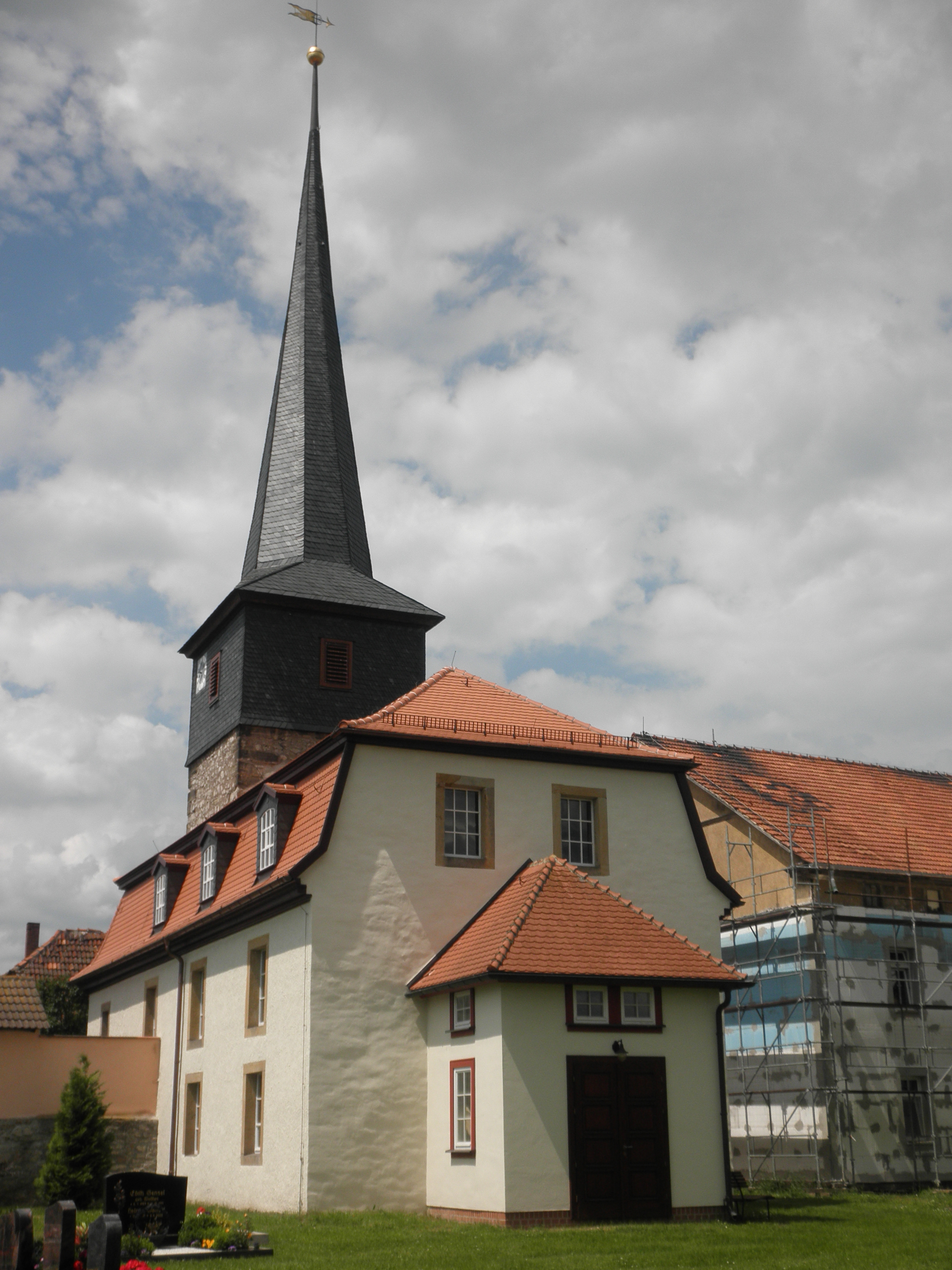
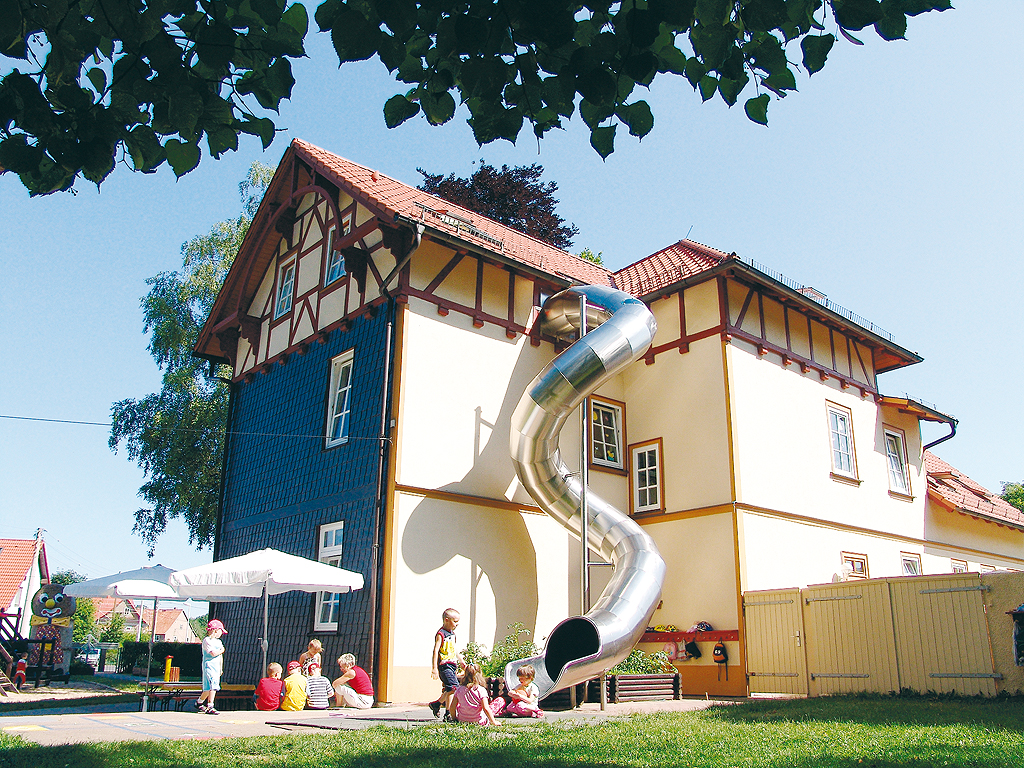